# Opius hydrellivorus
Opius hydrellivorus är en stekelart som beskrevs av Van Achterberg 1977. Opius hydrellivorus ingår i släktet Opius och familjen bracksteklar. Inga underarter finns listade i Catalogue of Life.